# Коршуниха (Владимирская область)
Коршуни́ха — деревня в составе муниципального образования Октябрьского сельского поселения в Вязниковском районе Владимирской области России, в 13 км от райцентра Вязники. Населённый пункт состоит из одной улицы.

## Население
| 1859 | 1905 | 1926 | 2002 | 2010 | 2021 |
| ---- | ---- | ---- | ---- | ---- | ---- |
| 86   | ↗90  | ↗110 | ↘13  | ↘8   | ↗10  |